# P・P・アーノルド

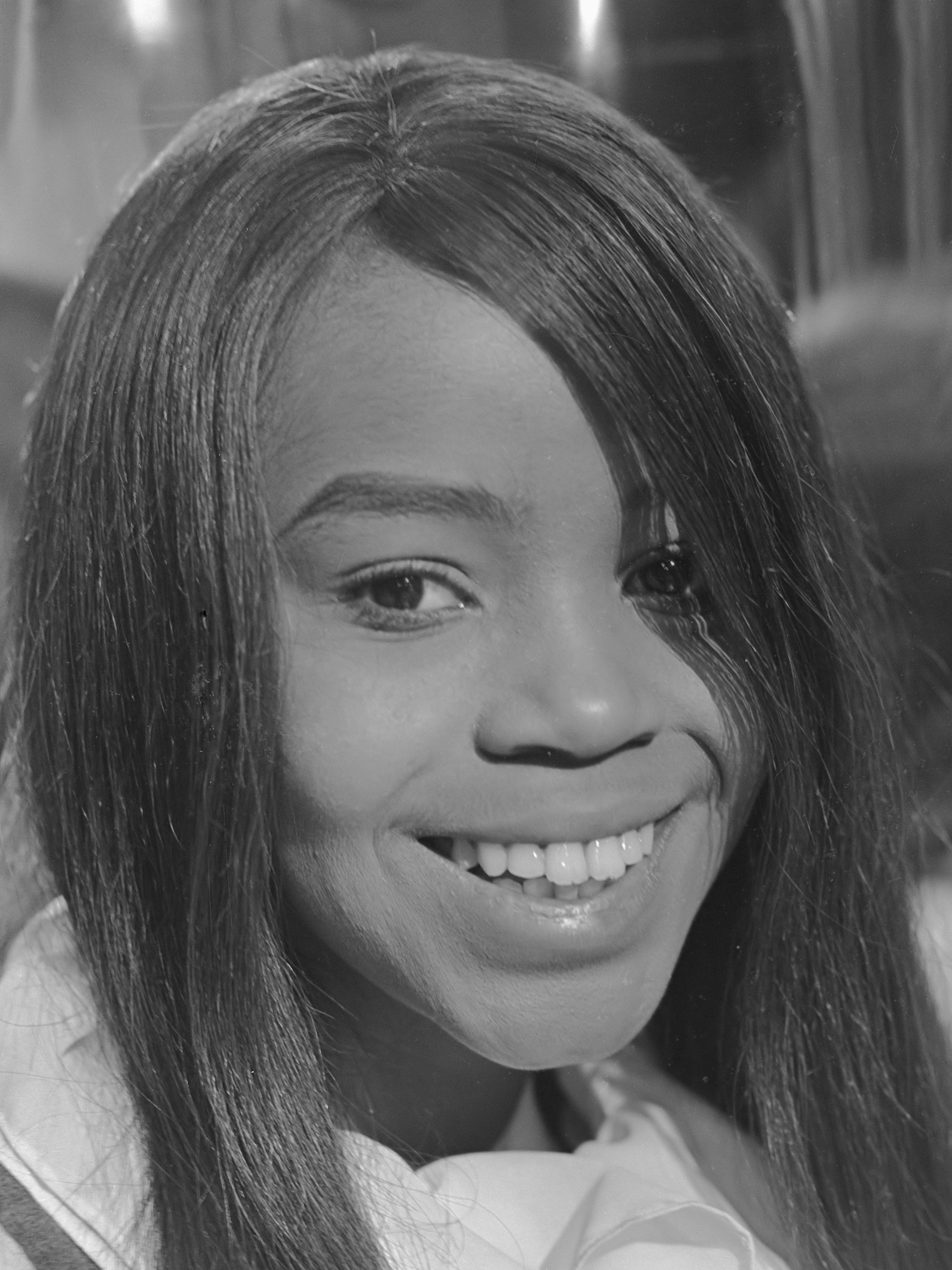
P.P.アーノルド（1967年）

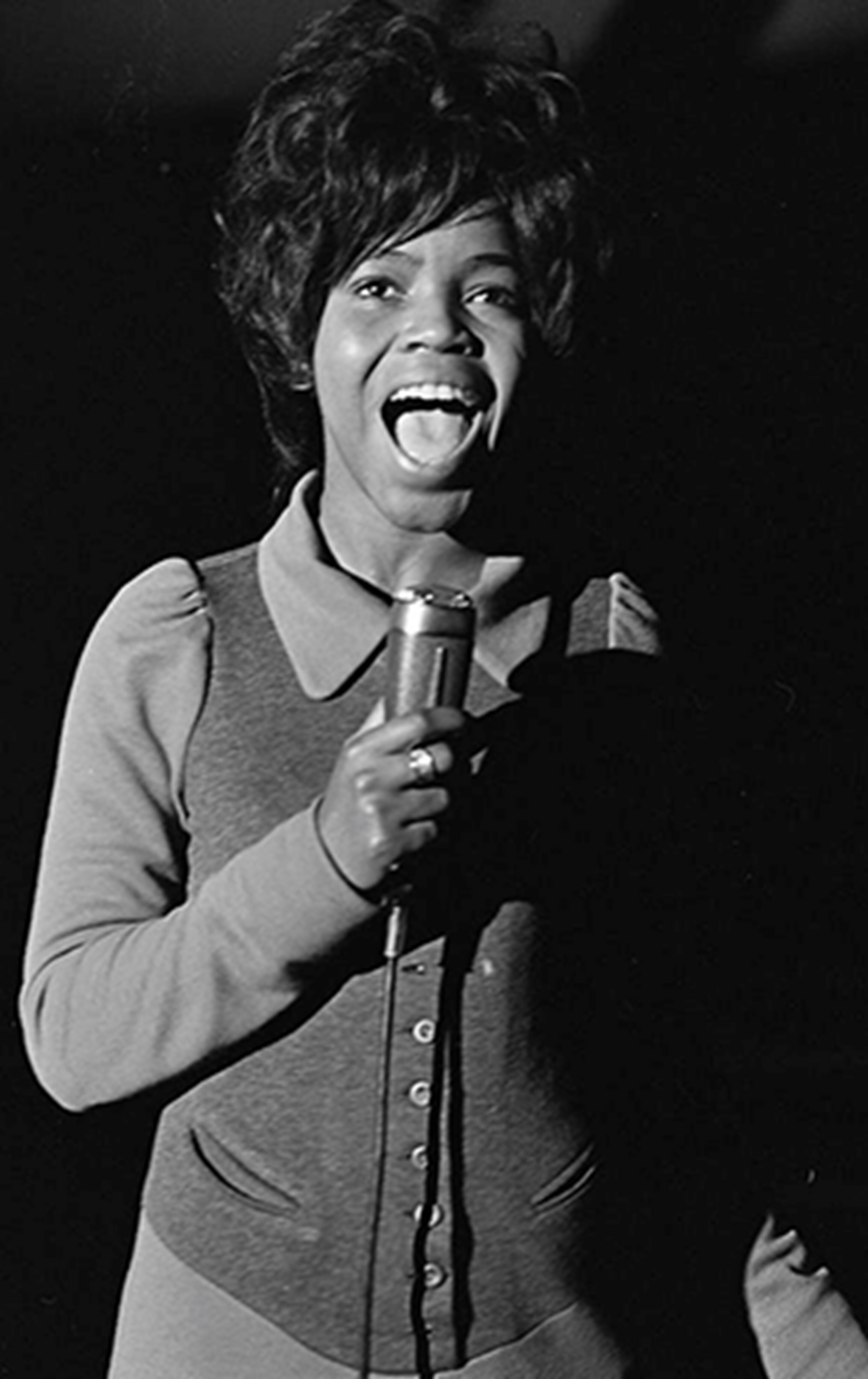
オランダのテレビ番組でパフォーマンスするP.P.アーノルド（1968年）

P・P・アーノルド（P・P・Arnold、1946年10月3日 - ）は、パット・アーノルドとしても知られるアメリカのソウル・シンガー。アーノルドは、1965年にアイク&ティナ・ターナー・レビューのバック・コーラス・グループ、アイケッツのメンバーとしてキャリアをスタートした。翌年、彼女はソロ・キャリアを追求するためにロンドンへと移住。シングル「ザ・ファースト・カット・イズ・ザ・ディーペスト」（1967年）と「朝の天使」（1968年）によりイギリスで大きな成功を収めた。

## 経歴

### 生い立ち
アーノルドはゴスペル歌手の家庭に生まれた。家族はロサンゼルス近郊のアフリカ系アメリカ人街であるワッツ地区に住んでいた。彼女は4歳で初めて人前でボーカル・ソリストとして歌った。
彼女は早くに結婚してケヴィンとデビーという2人の子供を持ち、オフィスと食品製造という2つの仕事を掛け持っていた。

### 1960年代
アーノルドは、1964年からのティナ・ターナーとの友情が歌手としての自分のキャリアを最終的に成功させるきっかけを作り、また自分の指導者としての役割を果たしてくれたと確信している。2023年12月のBBC Twoにおけるジュールズ・ホランドとの会話のなかで、彼女はターナーが亡くなったことについて想いを語った。
1965年、兄の元ガールフレンドであるマキシン・スミスからオファーの連絡があった。スミスと彼女の友人グロリア・スコットは、アイク&ティナ・ターナー・レビューでバック・ボーカルとダンスを担当していたダンサー兼歌手のグループであるアイケッツのオリジナル・メンバー3人の後任を決めるオーディションに誘った。スミスはアーノルドが歌手になりたがっていることを知っていたため、オーディションに参加するよう勧めたのだった。3人の若い女性たちはその場でその仕事を打診され、スミスが最終決定をする前に、その夜のフレズノでのコンサートに参加するようアーノルドを説得した。翌朝6時に帰宅すると激怒した夫に殴られたので、彼女はすぐに彼と別れ、子供達を両親に預けてアイク&ティナ・ターナー・レビューに参加した。
彼女は、フィル・スペクターのファイ＝ダン・レコードから発表されたアイケッツのシングル「What'cha Gonna Do (When I Leave You)」(1966年）で、ブレンダ・ホロウェイとパトリス・ホロウェイをバックにリード・ボーカルを歌った。またアイク・ターナーがプロデュースしたアルバム『リヴァー・ディープ・マウンテン・ハイ』(1966年）の収録曲でバック・ボーカルを歌った。コンサート映画『The Big T.N.T. Show』（1965年）にも出演した。
アーノルドはローリング・ストーンズとのイギリス・ツアーの後、1966年秋にアイク&ティナ・ターナー・レビューを脱退し、ミック・ジャガーの励ましを受けて、ソロのキャリアを確立するためロンドンに残った。彼女は、アメリカとイギリスでの自分の扱われ方の違いを指摘し、「アメリカの白人の環境に一人でいる若い黒人女性は、イギリスにいたときのようには扱われなかっただろう」と語った。ジャガーとの友情は、ローリング・ストーンズのマネージャーのアンドリュー・ルーグ・オールダムが設立したイミディエイト・レコードとソロ契約を結ぶのに役立った。
アーノルドは、ポール・コルダが彼女のために書いた「The Time Has Come」（1967年7月）などの楽曲で、イミディエイト・レコードにおけるイギリスでの大ヒット曲の数々を楽しみ、ソロ・アルバム『ファースト・レディ・オブ・イミディエイト』（1968年4月）を発表した。また、レーベルメイトのスモール・フェイセスからスティーヴ・マリオットとロニー・レーンが書いた曲も録音しており、スモール・フェイセスはいくつかのレコーディングで彼女をサポートした。アーノルドは1967年にマリオットと短期間、ロマンチックな関係を築いた。彼女は1967年から1968年にかけてスモール・フェイセスとツアーを行い、何度か彼等とテレビ出演し、彼等の最大のヒット曲「イチクー・パーク」と「ティン・ソルジャー」の2曲でバック・ボーカリストを務めた。1968年8月、彼女は野心的なソロ・アルバム『カフンタ』を発表した。このアルバムにはジョン・ポール・ジョーンズによるオーケストラ・アレンジが施され、自作曲と「朝の天使」や「エリナー・リグビー」などのカバーが収録されている。この時期、他にクレジットされた作品としては、ミック・ジャガーがプロデュースしたロッド・スチュワートとのデュエット「Come Home Baby」とクリス・ファーロウによるモータウンのスタンダード「リーチ・アウト・アイル・ビー・ゼア」がある。
彼女の最初のバック・バンドであるザ・ブルー・ジェイズは、アメリカのソウル・シンガー、ロニー・ジョーンズから引き継がれており、元ブルースブレイカーズのギタリスト、ロジャー・ディーンも在籍していた。これに続くザ・ナイスは、VIPsを辞めたばかりだったキース・エマーソン（オルガン）が彼女の依頼によって4日間で結成したバンドで、エマーソン、デヴィッド・オリスト（ギター）、リー・ジャクソン（ベース）、イアン・ヘイグ（ドラム）というラインナップだった。この期間中に彼女は、キャット・スティーヴンス作「ザ・ファースト・カット・イズ・ザ・ディーペスト」のオリジナル（1967年4月）やチップ・テイラー作「朝の天使」のカバー（1968年6月）に加え、マリオット&レーンによる楽曲「(If You Think You're) Groovy」（1968年1月）などを含むいくつかのヒット曲を生み出した。
1960年代後半のイミディエイト・レコードの崩壊後、アーノルドはロバート・スティグウッド・オーガニゼーションとプロダクション契約を結び、バリー・ギブのプロデュースでポリドール・レーベルから2枚のシングルをリリースしたが、ギブと計画していたアルバムが完成することはなかった。1969年から1970年にかけて、彼女はギブがプロデュースした11曲をレコーディングしたが、そのうちリリースされたのは「Bury Me Down By the River」と「Give a Hand, Take a Hand」の2曲だけだった。1970年2月、彼女はギブのデビュー・ソロ・アルバム『The Kid's No Good』（未リリース）に収録される予定だった曲「Born」でハーモニー・ボーカルを歌った。

### 1970年代
1970年、アーノルドはミュージカルの舞台へと転向し、ロック・ミュージカル『Catch My Soul』でP.J.プロビーと共演した。その後、彼女はアシュトン・ガードナー・アンド・ダイクの将来のメンバーに加え、間もなくしてイエスに加わるスティーヴ・ハウを含む新しいバック・バンドを結成した。この期間中、彼女はスティーヴ・マリオットとの関係を新たにし、彼の新しいバンド、ハンブル・パイ（アルバム『ロック・オン』）のレコーディングとツアーに参加したほか、1970年のロック・ミュージカルのオリジナル・アルバム『ジーザス・クライスト・スーパースター』、ニック・ドレイクの「Poor Boy」、そしてドクター・ジョン、グラハム・ナッシュ、ゲイリー・ライト、マナサス、ネクター、ジミー・ウィザースプーン、ニルス・ロフグレン、エリック・バードンによるレコーディングを含む、イギリスとアメリカの数多くの著名な作品にセッション・ミュージシャンとしてバック・ボーカルで貢献した。彼女はエリック・クラプトンと一緒にツアーを行い、クラプトンは彼女と一緒に多くの未発表セッションをプロデュースした。これらのセッションの中で、彼女はクロスビー・スティルス・ナッシュ&ヤングのアメリカ人ベーシスト、ファジー・サミュエルと出会い、その後、ロマンチックな関係となって、息子のコッゾが生まれた。1974年、彼女はフレディ・キングのアルバム『バーグラー』で歌った。1970年代半ばの急速に変化するイギリス音楽シーンに場違いを感じたアーノルドとサミュエルは、故郷のロサンゼルスへと戻った。そこで暮らす間、アーノルドとサミュエルの関係は終わりを告げた。破局からわずか2週間後、娘のデビーが交通事故で亡くなった。娘の死後、アーノルドはしばらく公の場から身を引き、1978年まで再びシーンに登場することはなかった。この時、彼女のために未完成のソロ・アルバムを完成させたいと考えていたバリー・ギブと再会。この出会いにより、アーノルドはこれらの録音を2017年になってアルバム『The Turning Tide』としてリリースすることができた。

### 1980年代-1990年代
1981年にアーノルドはアメリカに戻り、ハリウッドへと移ったが、翌年には幼い息子をイングランドで育てるためイギリスに戻った。彼女はイギリスを代表するレゲエ・バンド、スティール・パルスと活動を始め、1983年にイギリスのエレクトロ・ポップ・グループ、ケイン・ギャングと録音してヒットしたザ・ステイプル・シンガーズによる「Respect Yourself」のカバー・バージョンで、イギリスとオーストラリアの両国でチャートに返り咲き、全英21位、オーストラリアでは19位に達した。
1984年、彼女はミュージカル『スターライトエクスプレス』のベル・ザ・スリーピング・カー（寝台車）役で舞台に戻り、その後、ボーイ・ジョージを含む数多くのイギリスの著名なアーティストと共演したほか、数作の映画のサウンドトラックにも携わった。ビリー・オーシャンとのツアーを始める数週間前、彼女は交通事故で足に重傷を負った。最初は松葉杖をつきながらオーシャンのツアーに引き続き同行したが、最終的にはこの怪我のため10週間後にツアーから離脱せざるを得なくなった。レコード契約がなく、ライブで演奏することもできず、アーノルドは広告ジングルのセッションを行うことで生き延びた。1986年に彼女はロック・シーンに戻り、ピーター・ガブリエルの世界的ヒット曲「スレッジハンマー」のバック・ボーカリストとして注目を集めた。続いて、ビートマスターズとのレトロ・スタイルなアシッド・ハウスのヒット曲「Burn It Up」（アルバム『Anyyawanna』収録）でのコラボレーションが成功し、1988年10月にイギリスで14位に達し、全英シングルチャートに10週間以上ランクインした彼女の3番目のヒット曲となった。1980年代後半から1990年代にかけて、アーノルドはセッション・ボーカリストとして活発なキャリアを再開し、この時期の彼女のクレジットには、The KLF (「What Time Is Love?」「3 A.M Eternal」)、ニーナ・ハーゲン、ロジャー・ウォーターズ (アルバム『死滅遊戯』)、グレアム・パーカーなどがある。1989年、彼女は旧友のスティーヴ・マリオットと再会し、彼のソロ・アルバム『30セカンズ・トゥ・ミッドナイト』を共にレコーディングしたが、これが2人の最後のコラボレーションとなった。マリオットは1991年に住宅火災で亡くなっている。その後、彼女は1992年にイギリスのハードコア・グループ、ALTERN 8のシングル「E-Vapor-8」で共演し、そのビデオにも登場した。
1994年、彼女は受賞歴のあるミュージカル『アイランド』で美しき愛の女神エルズリー役として参加した。この作品がバーミンガムで上演されている間に、イギリスを代表するバンド、オーシャン・カラー・シーンと出会った。オーシャン・カラー・シーンは、（彼らの師であるポール・ウェラーと同様に）スモール・フェイセスを崇拝している後期モッズ・グループにおけるニュー・ウェイヴの一つだった。1995年、アーノルドはプライマル・スクリームと共演して、さまざまなアーティストによるスモール・フェイセスのトリビュート・アルバム『ロング・アゴウズ・アンド・ワールズ・アパート』のオープニング曲であるスモール・フェイセスの歌「Understanding」の激しいカバー・バージョンをレコーディングした。アーノルドは後に緊密な友情を築くことになるオーシャン・カラー・シーンとの出会いを受けて、全英アルバムチャートで1位を獲得した1997年のアルバム『マーチング・オールレディ』に参加。シングル「Travellers Tune」にバック・ボーカルを提供し、1998年のシングル「It's a Beautiful Thing」ではサイモン・ファウラーとデュエット・リード・ボーカルを担当した。

### 2000年代
アーノルドは、イアン・デューリー・アンド・ザ・ブロックヘッズの元ピアニストであるチャズ・ジャンケルと共演した。これに続いて、ロジャー・ウォーターズとの広範囲にわたるツアーへの招聘が続いた。彼女は1999年から2002年のツアー「イン・ザ・フレッシュ」（同名のCDとDVDにも収録）と、2006年から2008年のツアー「ダーク・サイド・オブ・ザ・ムーン・ライブ」でバック・ボーカリストを務めた。「ファースト・レディ・オブ・イミディエイト」は、2012年の映画『セブン・サイコパス』のサウンドトラックに収録された。
2001年、アーノルドはイミディエイト・レコード時代の完全なディスコグラフィが収録アルバム『The First Cut (The Immediate Anthology)』をリリースした。これには、シングル数曲に加えて、彼女の有名なアルバム『ファースト・レディ・オブ・イミディエイト』と『カフンタ』が含まれている。パーティーでの偶然の出会いが、ブロウ・モンキーズのフロントマンであるドクター・ロバートとの2007年のアルバム『Five in the Afternoon』への参加につながった。
2009年、彼女はジーノ・ワシントンとジミー・ジェームスとともにフライング・ミュージックの「ディス・イズ・ソウル・ツアー」でイギリスをツアーし、それ以来、一人でイギリス中をツアーしている。
2012年、彼女はマディ・プライヤー、ジェリー・ドナヒュー、デイヴ・スウォーブリック、ティア・ギルモアとともにイギリス・ツアーを行った。2013年、アーノルドはイギリスのソングライターで、ジングル・ライター、映画やテレビの音楽作曲家であるデヴィッド・ミンデルとのプロジェクト「ザ・バンド・オブ・シスターズ」に参加した。アーノルド、ミム・グレイ、テッサ・ナイルズ、リンダ・ヘイズ、スティーヴィー・ランジ、マンディ・ベルを結集させた『イシューズ』というアルバム。
2015年、アーノルドは南アフリカのケープタウンで初のソロ・ツアーに乗り出した。アーノルドはその後、ウォータールーのヴォールト劇場で上演されたスモール・フェイセスのミュージカル『All or Nothing』でフィーチャーされており、これは彼女とスティーヴ・マリオットとの恋愛がドキュメントされた作品となっている。

### 2017年以降
2017年、P.P.アーノルドはついに遺産となっていた録音をアルバムでリリースした。アルバム『The Turning Tide』は、1968年から1970年の間に録音された曲のコレクションである。バリー・ギブとエリック・クラプトンがプロデュースしたものの、アルバムは中止され、2017年まで未完成のまま残されていた。2017年、『The Turning Tide』のリリース時期を、彼女の音楽業界50周年を祝う秋のツアーと一致させた。また、2017年5月にリリースされたポール・ウェラーのアルバム『ア・カインド・レボリューション』の1曲目「Woo Sé Mama」でマデリーン・ベルと並んでバック・ボーカルを歌った。
2018年、アーノルドはオーストラリアで2度のツアーを行った。5月には、ロック・バンド、ユー・アム・アイのフロントマンであるティム・ロジャースと、同バンドのメンバーであるデイヴィー・レインとラスティ・ホプキンソンのバックアップを受けて、オーストラリアとニュージーランドを巡る初のソロ・ツアーを行い、11月には、2回目のツアー「The Return of PP Arnold」のためにオーストラリアへ戻り、そこで再びジェームス・ブラック・アンド・ザ・ウルフグラム・シスターズとともにユー・アム・アイと共演した。彼女は「Rockwiz Tour 2019」（『ロックウィズ (Rockwiz)』はオーストラリアのテレビ番組）の特別ゲストも務め、ロックウィズ・オーケストラと共演した。
2019年8月、ソロ・アルバム『The New Adventures Of... P.P. Arnold』をリリースした。イミディエイト・レコードからリリースされた最初の2枚のソロ・アルバム『ファースト・レディ・オブ・イミディエイト』（1968年）と『カフンタ』（1968年）に続いて、51年の空白を経た作品となった。同アルバムはデヴォンのクンダリーニ・スタジオで、オーシャン・カラー・シーンのスターでポール・ウェラー・バンドのギタリストも務めるスティーヴ・クラドックによってレコーディングおよびプロデュースされた。このアルバムはクラシックなオーケストラ・ソウルからハウス・ミュージックまで多岐にわたり、最後はボブ・ディランの詩「ウディ・ガスリーへの最後の思い」の10分間の朗読で終わる。アーノルドはこう説明した。「私はこれまで歌ってきたレコードの膨大なカタログを持っていますが、私自身はまだアルバムを2枚しかリリースしていませんでした。そして、それらは風化することなく時の試練に耐えてきました」。同年10月、アーノルドはアルバムをサポートするためにイギリス・ツアーを行った。
2020年5月8日、ザ・フラテリスが、アーノルドがリード・ボーカルを務めたシングル「Strangers In The Street」をリリースした。

## 私生活
アーノルドは15歳で妊娠し、それが最初の結婚となった。彼女には虐待的な夫との間にケヴィンとデビーという2人の子供がいたが、彼女は夫を捨てて、母親が子供の世話をしている間にアイケッツになるために働いた。娘デビーは1970年代半ばに交通事故で亡くなった。
1968年、ロバート・スティグウッドのドライバー兼アシスタントとして働いていたジム・モリスとサリー州のギルドフォード市庁舎で結婚した。彼女はキム・ガードナーを通じて彼と知り合った。結婚式ではバリー・ギブが付添人を務めた。2人は2年後に離婚したが、友人関係を続けた。
彼女にはミュージシャンのカルヴィン・"ファジー"・サミュエルとの間に息子コッゾがいる。コッゾはジェシー・Jとジェス・グリンの音楽監督を務めており、母親のアルバム『The New Adventures Of... P.P. Arnold』（2019年）にソングライターとしてクレジットされている。

## ディスコグラフィ

### スタジオ・アルバム
- 『ファースト・レディ・オブ・イミディエイト』 - The First Lady of Immediate (1968年)
- 『カフンタ』 - Kafunta (1968年)
- Five in the Afternoon (2007年) ※Dr. Robert & P.P. Arnold名義
- The Turning Tide (2017年) ※1960年代後半-1970年代の録音[33]
- The New Adventures of... P.P. Arnold (2019年)[34]

### コンピレーション・アルバム
- P.P. Arnold / Chris Farlowe (1976年)
- P.P. Arnold Greatest Hits (1977年)
- Chris Farlowe / P.P. Arnold : Legendary (1979年)
- Angel... (1986年)
- The P.P Arnold Collection (1988年)
- Kafunta - The First Lady Of Immediate: Plus (1988年)
- 『ベスト・コレクション』 - The P.P. Arnold Collection (1995年)
- The First Cut (1998年)
- The Best Of (1999年)
- Rod Stewart 1964-1969 (2000年) - Rod Stewart - "Come Home Baby"
- The First Cut (The Immediate Anthology) (2001年)
- A Little Misunderstood: The Sixties Sessions (2001年) - Rod Stewart - "Come Home Baby"
- Can I Get a Witness (2001年) - Rod Stewart & The Steampacket - "Come Home Baby"
- Immediate Pleasure (2002年) - Various Artists - compilation album of Immediate Records with the song "Come Home Baby"
- Angel of the Morning (2006年)
- The Best of P.P Arnold - The First Cut Is the Deepest (2006年)
- The Best of P.P Arnold (2007年)
- P.P Arnold (2008年)

### シングル

#### チャート・シングル
| タイトル                                                                        | 年   | チャート最高位 |
| タイトル                                                                        | 年   | 全英           |
| ------------------------------------------------------------------------------- | ---- | -------------- |
| "The First Cut Is the Deepest"                                                  | 1967 | 18             |
| "The Time Has Come"                                                             | 1967 | 47             |
| "(If You Think You're) Groovy"                                                  | 1968 | 41             |
| "Angel of the Morning"                                                          | 1968 | 29             |
| "A Little Pain"                                                                 | 1985 | 93             |
| "Burn It Up" (with Beatmasters)                                                 | 1988 | 14             |
| "Evapor-8" (with Altern-8)                                                      | 1992 | 6              |
| "It's a Beautiful Thing" (Ocean Colour Scene with P.P. Arnold)                  | 1998 | 12             |
| "Different Drum"                                                                | 1998 | 80             |
| "Don't Burst My Bubble"/"Come Home Baby" (with Small Faces, Rod Stewart & P.P.) | 2005 | 93             |

### 参加アルバム&シングル
- ジ・アイケッツ : "What'cha Gonna Do (When I Leave You)" (1966年) ※シングル。リード・ボーカル
- アイク&ティナ・ターナー : 『リヴァー・ディープ・マウンテン・ハイ』 - River Deep – Mountain High (1966年) ※バック・ボーカル
- スモール・フェイセス : "Tin Soldier" (1967年)  ※シングル。バック・ボーカル
- クリス・ファーロウ&ザ・サンダーバーズ : The Art of Chris Farlowe (1967年) ※with アルバート・リー、カール・パーマー
- サウンドトラック : 『ジーザス・クライスト・スーパースター』 - Jesus Christ Superstar (1970年)
- ハンブル・パイ : 『ロック・オン』 - Rock On (1971年) ※with ソウル・シスターズ、ドリス・トロイ、クラウディア・レニアー
- ニック・ドレイク : 『ブライター・レイター』 - Bryter Layter (1971年) ※「Poor Boy」コーラス with ドリス・トロイ
- ドクター・ジョン : 『ザ・サン、ムーン&ハーブス』 - The Sun, Moon & Herbs (1971年) ※コーラス with ミック・ジャガー、ドリス・トロイ、シャーリー・グッドマン、タミー・リン、ボビー・ウィットロック
- グラハム・ナッシュ : 『ソング・フォー・ビギナーズ』 - Songs for Beginners (1971年) ※コーラス「Military Madness」
- ゲイリー・ライト : 『フットプリント』 - Footprint (1971年) ※with ジョージ・ハリスン、クラウス・フォアマン、ミック・ジョーンズ、アラン・ホワイト、ドリス・トロイ、ナネット・ニューマンほか
- マナサス : 『ダウン・ザ・ロード』 - Down the Road (1973年)
- ネクター : 『ダウン・トゥ・アース』 - Down to Earth (1974年)
- ニルス・ロフグレン : 『クライ・タフ』 - Cry Tough (1976年)
- スモール・フェイセス : 『プレイメイツ』 - Playmates (1977年)
- ボブ・ジョンソン&ピーター・ナイト : The King of Elfland's Daughter (1977年) ※「Witch」に参加
- アンディ・ギブ :  "Will You Love Me Tomorrow" (1980年) ※シングル。デュエット
- Various Artists : 『エレクトリック・ドリーム』 - Electric Dreams (1984年) ※「Electric Dreams」リード・ボーカル
- ピーター・ガブリエル : 『So』 - So (1986年) ※「スレッジハンマー」「ビッグ・タイム」コーラス
- ドルフィン・ブラザーズ : 『キャッチ・ザ・フォール』 - Catch The Fall (1987年) ※「Shining」「Real Life, Real Answers」に参加
- スティーヴ・マリオット : 『30セカンズ・トゥ・ミッドナイト』 - 30 Seconds to Midnite (1989年)
- ニーナ・ハーゲン : 『ストリート』 - Street (1991年)
- ロジャー・ウォーターズ : 『死滅遊戯』 - Amused To Death (1992年) ※4曲でコーラス
- Various Artists : 『ロング・アゴウズ・アンド・ワールズ・アパート』 - Long Agos And Worlds Apart - A Tribute To the Small Faces (1995年) ※「Understanding」リード・ボーカル with プライマル・スクリーム
- スティーヴ・ハウ : 『ポートレイツ・オブ・ボブ・ディラン』 - Portraits of Bob Dylan (1999年) ※「Well, Well, Well」リード・ボーカル
- オアシス : 『スタンディング・オン・ザ・ショルダー・オブ・ジャイアンツ』 - Standing on the Shoulder of Giants (2000年)
- ロジャー・ウォーターズ : 『イン・ザ・フレッシュ』 - In the Flesh – Live (2000年)
- ロジャー・ウォーターズ : 『フリッカーリング・フレイム』 - Flickering Flame: The Solo Years Volume 1 (2002年)
- Various Artists : Seven Psychopaths (2012年) ※映画『セブン・サイコパス』サウンドトラック。「The First Cut is the Deepest」に参加